# Інфікс
Інфікс (від лат. infix — вставлений) — службова морфема, яку вставляють у середину кореня чи основи при творенні похідних слів або граматичних форм.
Інфікс характерний для мов народів Південно-Східної Азії і відсутній в українській мові.
Інфіксáція — вираження граматичних значень за допомогою інфіксів, тобто морфем, уставлених у середину кореня: лат. vici «переміг» — vinco «перемагаю», таг. sulat «письмо» — sumulat «писати». Можна знайти низку міжмовних етимологічних паралелей, у яких з одного боку виступають інфіговані форми, а з другого — неінфіговані: укр. легеня, іго, лизати — нім. Lunge, лит. jùngas, лат. ling-. На підставі цього можна припустити, що інфіксація була певний час чинним словотворчим засобом ще й після виокремлення індоєвропейських діалектів, що дали початок різним групам цієї родини.